# José Joaquim da Silva Freire
José Joaquim da Silva Freire, primeiro e único Barão de Santa Maria Madalena (Santa Maria Madalena, 1826 — 1895) foi um cafeicultor, fazendeiro brasileiro e ilustre benemérito do município de Santa Maria Madalena, no estado do Rio de Janeiro.
Nascido em 02 de fevereiro de 1826, era filho de José Joaquim da Silva Freire e Maria José do Nascimento, ambos de origens mineiras, sendo neto paterno de Joaquim da Silva Freire e Maria Clara da Silva Freire, e neto materno do alferes Luiz Moreira da Silva e Francisca Rosa Umbelina. Seu nome de solteiro, entretanto, era José Joaquim da Silva Moreira, vindo a adotar o sobrenome Freire a partir de seu casamento com sua prima em primeiro grau Ilídia da Silva Freire (†28/09/1903), a quem também dedicou o nome de suas terras - a Fazenda Santa Ilidia, construída em 1872 e onde vieram a residir.  
Herdeiro da propriedade Pouso Alegre, localizadas em Cambotas (no quarto distrito Dr. Loretti), José Joaquim da Silva Freire veio a instalar-se no então Arraial do Santíssimo (chamada pelos que ali passavam como Tabatinga) onde demonstrou diferenciada capacidade empreendedora, dentro e fora de suas terras aí adquiridas. Era considerado homem austero e muito inteligente. 
Para iluminar o município, aí fez instalar um gasômetro, contratando o francês Emilio Lenoble para fabricar e assentar aparelhos de produção de gás produzido a partir da mamona, já utilizado na Corte. A aparelhagem do gasômetro lhe custou um conto e quinhentos mil réis, e ainda as despesas de assentamento, que dando ao município a capacidade de iluminação para cinquenta luzes. 
Entre os benefícios prestados pelo Barão à Vila de Santa Maria Madalena na então Província do Rio de Janeiro, contam-se a construção do sistema de água e esgoto da cidade, que ainda hoje existe, e cuja planta é do Padre Francisco Xavier Frouthé; a colaboração na construção dos prédios da Câmara e da Igreja Matriz; no calçamento de vários trechos das chamadas “estradas imperiais” que serviam para o escoamento do café em direção a Macaé e Porto das Caixas. Várias dessas “calçadas”, feitas por escravos, ainda hoje existem, como, por exemplo, a da serra da grama, no antigo trecho da estrada Alto Imbé – Madalena; a do morro do Pinho, no trecho da estrada fazenda Santa Rosa – fazenda do Cruzeiro, no Alto Imbé.
Também teve participação ativa na construção da ferrovia que ligava Santa Maria Madalena à estação de Conde de Araruama na baixada fluminense, e de cuja companhia (Estrada de Ferro Barão de Araruama) tornou-se Presidente, conforme estabelecido no artigo 25 do Decreto no. 6.865 de 23 de março de 1878. O ato foi assinado por João Lins Vieira Cansansão de Sinimbú, do Conselho Imperial, Senador do Império, Presidente do Conselho de Ministros, Ministro e Secretario de Estado dos Negócios da Agricultura, Commercio e Obras Publicas.
Em 1881 José Joaquim da Silva Freire recusou a patente de capitão-quartel-mestre da Guarda Nacional.
Agraciado pelo Rei de Portugal com a Comenda da Imperial Ordem de Nosso Senhor Jesus Cristo, ainda no mesmo ano, a 27 de março de 1883, o então Comendador José Joaquim da Silva Freire inaugurava, festivamente, em sua fazenda Santa Ilidia, a iluminação a gás, a primeira de que se tem notícias na época, no Município. Às festividades de inauguração compareceram inúmeras figuras ilustres, entre elas a do então Presidente da Província do Rio de Janeiro, Bernardo Avelino Gavião Peixoto.
Tantos os benefícios alcançados pelo Município, fruto dos esforços despendidos pelo Barão, que, já naqueles longínquos anos, no dia 02 de abril de 1883, a Rua Direita, teve seu nome alterado para Rua Comendador Silva Freire.
Em 29 de setembro de 1883, também em reconhecimento a sua capacidade empreendedora, foi agraciado barão pelo Imperador D. Pedro II.
Manteve, durante alguns anos, em Santa Ilídia, pequena banda de música, que animava, com concorridas retretas, as tardes de Domingo.
Além da fazenda Santa Ilídia, também foi dono da fazenda Boa Vista, no quarto distrito, onde se chegou a produzir 20.000 arrobas de café. Essa propriedade foi, depois, doada como dote a uma sobrinha e afilhada do barão e da baronesa.
Exerceu o cargo de Vereador na Câmara Municipal de Santa Maria Madalena nos anos de 1877, 1878, 1879 e 1885.
Segundo Joaquim Laranjeira, em “Canastra de Mascate”, p. 51, os últimos anos de vida do Barão de Madalena foram dedicados à construção da Igreja Matriz. Doou parte de sua fortuna para a conclusão do referido templo, acompanhando sempre, com grande interesse, todos os assuntos referentes à referida obra.
A 12 de maio de 1895, aos sessenta e nove anos de idade, vítima de pneumonia, contraída após suportar intenso temporal durante uma viagem a cavalo com destino a Cantagalo, falece o Barão de Santa Maria Madalena.
Para a tristeza dos madalenenses, a propriedade que pertencia ao Barão de Madalena – a Fazenda Santa Ilidia, incendiou-se em 20 de fevereiro de 2003. Em poucos minutos desaparecia uma das poucas fazendas deste porte no Município.
José Joaquim da Silva Freire era primo por parte paterna e materna de José Antônio da Silva Freire, primeiro barão de Dourados.